# Чернышёв, Алексей Филиппович
Алексе́й Фили́ппович Чернышёв (1824, Оренбург — 7 [19] мая 1863, Санкт-Петербург) — русский живописец, представитель романтического академизма, жанрист и пейзажист; ученик М. Н. Воробьёва, также ошибочно ассоциировавшийся со школой А. Г. Венецианова. Академик Императорской Академии художеств (с 1860).

## Биография
Родился в семье оренбургского мещанина, служившего швейцаром при Неплюевском военном училище. Поскольку большая семья отца еле-еле существовала на его жалованье, то при рождении Алексея, все необходимые расходы по этому случаю взял на себя директор училища Григорий Генс, жена которого, Авдотья Матвеевна, стала восприемницей от купели будущего художника.
Алексей ещё в детстве проявил способности к рисованию, сначала занимался под руководством старика-иконописца, позднее — одного из своих родственников. Благодаря усилиям Генса, которого поддержал начальник Оренбургского края В. А. Перовский, талантливого юношу в 1841 году удалось отправить его в Санкт-Петербург для поступления в Императорскую Академию художеств пенсионером общества поощрения художников. В академии Чернышёв был учеником профессора M. Н. Воробьёва и занимался пейзажем, но позднее основное внимание он начал уделять изображению бытовых сцен.
С 1848 года развитие его дарования быстро двинулось вперёд, в этом году он получил малую серебряную медаль за картину «Вид в Финляндии», через год он награждён большой такой же медалью за «Домашнюю сцену из финляндской простонародной жизни», а ещё через год удостоен малой золотой медали за картину «Прощанье уезжающего офицера с его семейством» и, наконец, в 1851 году выпущен из академии со званием классного художника и большой золотой медалью, присужденными ему за написанную по программе картину «Отец благословляет дочь на брак в присутствии родных». Все эти произведения, а также картина «Шарманщик», находившаяся на академической выставке 1852 года (позднее она поступила в московский Публичный музей) позволяли ожидать от него в будущем замечательных произведений. мастерских. Особым успехом пользовались его изящные рисунки, в которых проявлялась его тонкая наблюдательность. Они расходились в большом числе по альбомам Высочайших особ и любителей художеств, благодаря рисункам Чернышёв получил звание придворного рисовальщика с жалованием по 600 рублей в год.

### Поездка за границу
В 1853 году Чернышёв, как выпускник академии, получивший большую золотую медаль, отправился для совершенствования своего мастерства в Италию с содержанием от правительства и поселился в Риме. Здесь проявились первые признаки, постигшей его душевной болезни. Он продолжал трудиться, но уже не с прежними усидчивостью и успехом. Причина была в начавшейся тяжёлой болезни — нервном расстройстве, сопряженном с болезнью глаз. Удручаемый ипохондрией, ослаблением зрения и ревматическими болями, он отправлялся на лечение в Вену, искал исцеления на севере Франции и в Швейцарии. Но болезнь все более разрушала его личность и уничтожала дарование. Выполненные за границей картины «Римские пифферари перед Мадонной» (поступила в московский Публичный музей), «Нападение итальянских бандитов на дилижанс», «Рыбный рынок в Бретани» и другие были заметно слабее его ранних работ. Несмотря на это, академия, до возвращения его в 1860 году из-за границы, возвела его за них в звание академика.

### Болезнь
После того он все более и более утрачивал способность к труду и, постепенно угасал. В конце концов он был помещён в петербургское заведение Штейна для душевнобольных, где и умер в 1863 году.

## Галерея
- Рождественская ёлка в Аничковом дворце. 1850
- Прощанье уезжающего офицера с его семейством. 1850
- Отец благословляет дочь на брак в присутствии родных. 1850
- Шарманщик. 1852
- Переправа на пароме. 1853
- Уличные музыканты. 1854
- Вид в Сорренто. 1855

- Плац-парад
- Дом Дворянского собрания
- Дом генерал-губернатора
- Обелиск на набережной